# Mülheim/Ruhr
Mülheim/Ruhr ist ein Dokumentarfilm in Schwarzweiß aus Deutschland vom Regisseur Peter Nestler aus dem Jahr 1964. Der Film wurde 1964 in Mülheim an der Ruhr in der Gaststätte Königin Luise uraufgeführt. Er handelt vom wirtschaftlichen und sozialen Wandel in der Stadt.

## Inhalt
Der Film beginnt mit einer Serie von Aufnahmen des modernen Mülheim der Sechzigerjahre des vorigen Jahrhunderts: Straßenverkehr, nüchterne Wohnsiedlungen und moderne Hotels. Dazu die Musik des deutschen Liedermachers Dieter Süverkrüp: Gitarre, Maultrommel und ein Metronom, welches den Takt des Deutschen Wirtschaftswunders vorgibt. Doch immer wieder begegnet man den Inseln aus der unmittelbaren Nachkriegszeit: Graue Hinterhöfe, Porträts trinkender Arbeiter in einfachen Kneipen, kartenspielende Bürger des Mittelstandes, verfallende  Fassaden, die noch gezeichnet sind von den Narben des letzten Krieges. Wir befinden uns am Beginn des Jahres 1964.
Weiter führt uns die Kamera zu den Stadtpromenaden und Waldwegen, welche die Mülheimer für ihren Sonntagsspaziergang nutzen. Langsam drängt sich aber das alte Mülheim in den Vordergrund. Wie ein letztes Aufbäumen gegen den Wandel wirken die Bilder der verbliebenen Kohlenzechen und Stahlöfen, aus den Fabrikstoren strömen Arbeiter nach Ende ihrer Schicht. Hinein geht es in die Arbeitersiedlungen an einem nebelig kalten Wintertag. Nur einmal begegnen wir einem anachronistisch anmutenden politischen Kommentar. „Hinein in die KPD“, steht an einer Häuserwand, an der ein Pärchen mit einem Kinderwagen vorbeizieht. Dann sehen wir eine bemerkenswerte Choreographie eines auf der leeren Straße tanzenden Mädchens und beobachten die tobende SchülerInnenschar auf dem Pausenhof.
Das alte und das neue Mülheim, Bilder von beiden sind miteinander verwoben. Es scheint als wären diese bloß Kommentar zur Musik und nicht umgekehrt. Am Ende kehrt der Film wieder zu seinem Ausgangspunkt zurück, zum neuen Mülheim.

## Hintergrund
1964 war für Mülheim an der Ruhr eine entscheidende Zäsur. Bedingt durch die Stahl- und Kohlekrise  begann ein langer und schwieriger Strukturwandel. Die Hochöfen der Friedrich Wilhelms-Hütte wurden stillgelegt, ebenso wie zwei Jahre später die Kohleproduktion der Zeche Rosenblumendelle eingestellt wurde. Mülheim an der Ruhr war somit die erste Stadt des Ruhrsgebiets ohne Kohle- und Stahlproduktion. Schon 1959/60 war mit den Schließungsprozessen begonnen worden. Die Stadt befand sich während der Dreharbeiten des Films, die von Jänner bis Februar 1964 stattfanden, mitten in einem tiefgreifenden Veränderungsprozess, der im Film Nestlers auf irritierende Weise reflektiert wird.

„Der Film ist heute schon fast ein Dokument, weil viel von dem, was er zeigt, sich verändert hat, schleichend zerstört wurde, nicht mehr da ist. Siedlungen wurden verkauft und abgerissen, und Leute mussten wegziehen, weil sie keine Arbeit mehr hatten. Die ersten Zechen wurden im Ruhrgebiet 1958/59 geschlossen, und 1964, als dieser Film entstand, arbeiteten bereits viele Kumpel in der Autoindustrie am Fließband. In den Innenstädten wurden neue Bürogebäude und Mietshäuser errichtet.“

## Rezeption
Mit diesem Film wendet sich Nestler dem Arbeiter bzw. den sozioökonomischen Wandel einer Region zu. Dass es sich dabei weder um ein schönfärberisches Städteporträt noch um eine Kampfansage gegen die Widersprüche des ökonomischen Booms der 50er und 60er Jahre in Deutschland handelt, hat in den Sechzigerjahren wohl weder das offizielle Ruhrheim noch die politische Linke zufriedengestellt. Vielmehr ist es ein bestimmtes rhythmisches Verhältnis von Bild und Ton, welches das Typische des Filmes ausmacht und den Zuseher mit einer unkommentierten Beobachtung der Realität konfrontiert. Er entzieht sich den klassischen Kategorien des Dokumentarfilms jener Zeit.
Der Film bildet den Beginn einer langen Reihe von Dokumentarfilmen aus dem Ruhrgebiet, der bis heute anhält und die sozialen, politischen und ökonomischen Verhältnisse der Region kommentiert. In dieser Hinsicht ist der Film ein historisches Dokument über eine heute untergegangene Nachkriegswelt. Dabei verwehrt es sich Nestler auf die unmittelbare Zeitgeschichte der Stadt zu rekurrieren, etwa auf die Hungerkrise und die Arbeiterstreiks in den 1940ern oder auf den Widerstand gegen den Nationalsozialismus. Nestler ist ein stiller Beobachter des Wandels und damit politisch ohne politische Themen direkt anzusprechen.
Der Film wurde u. a. auf den Internationalen Kurzfilmtagen Oberhausen 1978 und 1984 gezeigt.
Mülheim/Ruhr ist aktuell in einer DVD mit dem Gesamtwerk Peter Nestlers zugänglich, der 16-mm-Film wurde auf DCP (Digital Cinema Package) transferiert.